# مالطيون
المالطيون (بالمالطية: Maltin)‏ هي مجموعة عرقية من السكان الأصليين في مالطا، وبتحديد يتحدثون اللغة المالطية. ومالطا هي جزيرة في وسط البحر الأبيض المتوسط.

## وصلات خارجية
- Joëlle Pawelczyk, "The Origin of the 'Maltese' Surnames"
- Leah Claire Walz: "Maltese ethnology" (Chapter 3)